# Equação de Wheeler–DeWitt
Na física teórica, a Equação de Wheeler–DeWitt é uma equação derivada funcional mal definida para o caso geral, porém muito importante para a teoria da gravidade quântica. A equação possui a forma de um operador que age numa função de onda, que se reduz numa função cosmológica. Ao contrário do caso geral, a equação de Wheeler–DeWitt é bem definida para espaços pequenos.
A equação foi proposta em 1967 por Bryce DeWitt e foi nomeada em homenagens aos físicos Bryce DeWitt e John Archibald Wheeler.

## Definição
A Equação de Wheeler–DeWitt pode ser escrita da seguinte forma
{\displaystyle {\hat {H}}(x)|\psi \rangle =0}
onde {\displaystyle {\hat {H}}(x)} é o hamiltoniano restrito numa relatividade geral quantizada e {\displaystyle |\psi \rangle } é a função de onda relativa ao espaço de Hilbert.
A equação de Wheeler–DeWitt busca adaptar a equação de Schrödinger ao espaço-tempo curvo da relatividade geral.

## Leitura recomendada
- Smolin, Lee (2002). Três caminhos para a gravidade quântica. [S.l.]: Editora Rocco. ISBN 85-325-1392-1